# Ольховка (приток Бабицы)
Ольховка — река в России, протекает в Даровском районе Кировской области. Устье реки находится в 15 км по правому берегу реки Бабица. Длина реки составляет 13 км.
Исток реки в 22 км к северо-западу от села Вонданка (центр Вонданского сельского поселения). Течёт на юго-восток и восток по ненаселённому лесу. Впадает в Бабицу у нежилой деревни Ольховская.

## Данные водного реестра
По данным государственного водного реестра России относится к Камскому бассейновому округу, водохозяйственный участок реки — Вятка от города Киров до города Котельнич, речной подбассейн реки — Вятка. Речной бассейн реки — Кама.
Код объекта в государственном водном реестре — 10010300312111100035614.